# Aphelandra cirsioides
Aphelandra cirsioides är en akantusväxtart som beskrevs av Gustav Lindau. Aphelandra cirsioides ingår i släktet Aphelandra och familjen akantusväxter. Inga underarter finns listade i Catalogue of Life.